# Cantonul Tulle-Urbain-Sud
Cantonul Tulle-Urbain-Sud este un canton din arondismentul Tulle, departamentul Corrèze, regiunea Limousin, Franța.